# Badminton-Mannschaftsozeanienmeisterschaft 2024
Die Badminton-Mannschaftsozeanienmeisterschaft 2024 fand vom 16. bis zum 18. Februar 2024 in Geelong statt. Es wurde jeweils ein Wettbewerb für Herren- und Damenteams ausgetragen.

## Medaillengewinner
| Disziplin  | Gold | Silber | Bronze |
| ---------- | --- | --- | --- |
| Herrenteam | Australien Kenneth Choo Shrey Dhand Asher Ooi Jacob Schueler Nathan Tang Ricky Tang Rayne Wang Jordan Yang Jack Yu Frederick Zhao                     | Neuseeland Ricky Cheng Raphael Chris Deloy Daniel Hu Adam Jeffrey Avinash Shastri Dylan Soedjasa Ryan Tong Jack Wang         | Tahiti Antoine Beaubois Leo Cucuel Yohann Lemaire Elias Maublanc Mike Mi You Nicolas Mouret Keali'l Taurua |
| Damenteam  | Australien Kaitlyn Ea Tiffany Ho Setyana Mapasa Dania Nugroho Gronya Somerville Catrina Chia-Yu Tan Teoh Kai Qi Sydney Tjonadi Isabella Yan Angela Yu | Neuseeland Roanne Apalisok Erena Calder-Hawkings Liu Yanxi Anona Pak Justine Villegas Josephine Zhao Camellia Zhou Jenny Zhu | Tahiti Taphira Barsinas Heirautea Curet Meiissa Mi You Myriam Siao Esther Tau Waianuhea Teheura            |

## Herren
| Platz | Team       | Pld | W | L | MF | MA | MD  | GF | GA | GD  | PF  | PA  | PD   | Pts | Qualifikation |
| ----- | ---------- | --- | - | - | -- | -- | --- | -- | -- | --- | --- | --- | ---- | --- | ------------- |
| 1     | Australien | 4   | 4 | 0 | 19 | 1  | +18 | 39 | 3  | +36 | 878 | 384 | +494 | 4   |               |
| 2     | Neuseeland | 4   | 3 | 1 | 16 | 4  | +12 | 33 | 9  | +24 | 831 | 487 | +344 | 3   |               |
| 3     | Tahiti     | 4   | 2 | 2 | 7  | 13 | −6  | 16 | 27 | −11 | 616 | 766 | −150 | 2   |               |
| 4     | Cookinseln | 4   | 1 | 3 | 5  | 15 | −10 | 10 | 32 | −22 | 438 | 800 | −362 | 1   |               |
| 5     | Fidschi    | 4   | 0 | 4 | 3  | 17 | −14 | 8  | 35 | −27 | 527 | 853 | −326 | 0   |               |

## Damen
| Platz | Team       | Pld | W | L | MF | MA | MD  | GF | GA | GD  | PF  | PA  | PD   | Pts | Qualifikation |
| ----- | ---------- | --- | - | - | -- | -- | --- | -- | -- | --- | --- | --- | ---- | --- | ------------- |
| 1     | Australien | 3   | 3 | 0 | 15 | 0  | +15 | 30 | 1  | +29 | 648 | 290 | +358 | 3   | Q             |
| 2     | Neuseeland | 3   | 2 | 1 | 10 | 5  | +5  | 21 | 10 | +11 | 571 | 405 | +166 | 2   |               |
| 3     | Tahiti     | 3   | 1 | 2 | 5  | 10 | −5  | 10 | 21 | −11 | 426 | 560 | −134 | 1   |               |
| 4     | Cookinseln | 3   | 0 | 3 | 0  | 15 | −15 | 1  | 30 | −29 | 259 | 649 | −390 | 0   |               |